# Dolní Křečany
Dolní Křečany (dříve Dolní Ehrenberk) je část města Rumburk v okrese Děčín. Nachází se na západě Rumburka. Prochází tudy železniční trať Rumburk – Panský – Mikulášovice se zastávkou Dolní Křečany. Rumburk 3-Dolní Křečany leží v katastrálním území Dolní Křečany o rozloze 7,65 km².

## Historie
První písemná zmínka o vesnici pochází z roku 1558. Od 1. ledna 1949 je místní částí města Rumburk.

## Obyvatelstvo
| | 1869  | 1880  | 1890  | 1900  | 1910  | 1921  | 1930  | 1950  | 1961  | 1970 | 1980 | 1991 | 2001 | 2011 |
| --- | ----- | ----- | ----- | ----- | ----- | ----- | ----- | ----- | ----- | ---- | ---- | ---- | ---- | ---- |
| Obyvatelé | 2 154 | 2 280 | 2 183 | 2 528 | 2 663 | 2 293 | 2 469 | 1 342 | 1 180 | 962  | 874  | 804  | 831  | 913  |
| Domy | 261   | 293   | 290   | 347   | 361   | 369   | 403   | 394   | .     | 252  | 232  | 260  | 274  | 297  |
| Tabulka zahrnuje údaje bývalých osad Antonínovo Údolí, Popluží a Poustka. Počet domů z roku 1961 je zahrnut v domech místní části Rumburk. |       |       |       |       |       |       |       |       |       |      |      |      |      |      |

## Doprava
Podél jižního okraje vesnice vede železniční trať Rumburk – Panský – Mikulášovice, na které se zde nachází zastávka Dolní Křečany.

## Pamětihodnosti
- expresionistická kaple svaté Alžběty Durynské z roku 1936
- barokní výklenková kaple svaté Anny zbořena po druhé světové válce[8]